# Кейта, Абдул Кадер
Абду́л Каде́р Кейта́ (фр. Abdul Kader Keïta; 6 августа 1981, Абиджан) — ивуарийский футболист, нападающий и атакующий полузащитник.

## Биография

### Клубная карьера
Профессиональную карьеру начал в команде высшей лиги чемпионата Кот-д’Ивуара «Африка Спортс». В составе команды в 1999 году выигрывал чемпионат Кот-д’Ивуара и африканский Кубок Обладателей Кубков.
В 2000 году перешёл в команду высшей лиги чемпионата Туниса «Этуаль дю Сахель», где провёл один сезон. В 2001 году был на просмотре в «Пари Сен-Жермен», но французам не подошёл. Заключил контракт с командой высшей лиги чемпионата ОАЭ «Аль-Айн». Провел один сезон, сыграв 19 матчей и забив 6 голов.
В 2002 году перешёл в команду высшей лиги чемпионата Катара «Аль-Садд», в котором провёл 3 сезона. В составе команды в 2003 году выигрывал кубок Наследного принца Катара и кубок эмира Катара, а в 2004 году становился чемпионом Катара.
В 2005 году получил предложение заключить контракт сразу от трёх французских клубов — «Пари Сен-Жермена», «Марселя» и «Лилля». Кадер выбрал северян, в составе которых провёл 2 сезона. Становился бронзовым призёром чемпионата Франции сезона 2005/06. Играл в 1/8 финала розыгрыша Лиги чемпионов УЕФА 2006/07 и 1/8 финала розыгрыша Кубка УЕФА 2005/06.
В июне 2007 года за 18 миллионов евро был куплен лионским «Олимпиком». Его трансфер стал самым дорогим приобретением клуба за всю свою историю. В сезоне 2007/08 в составе клуба выигрывал французский чемпионат и Кубок Франции.
В июле 2009 года перешёл в «Галатасарай», подписав с клубом контракт на три года. Первый матч в чемпионате провёл 9 августа 2009 года против команды «Газиантепспор». Матч закончился победой «Галатасарая» со счетом 3:2. Играл за команду в матчах Лиги Европы. В этом турнире 6 августа 2009 года в матче против «Маккаби» забил свой первый гол за «Галатасарай». Встреча закончилось победой турецкой команды со счётом 6:0.
В июле 2010 года Кейта вернулся в «Аль-Садд». Данный трансфер обошёлся катарцам более чем в 8 миллионов евро.
Летом 2012 года стал свободным агентом. В 2014 подписал контракт с венгерским клубом «Гонвед».

### Карьера в сборной
За сборную Кот-д’Ивуара выступает с 2000 года. В её составе участвовал в Чемпионатах мира по футболу 2006 и 2010. Также, участвовал в Кубке африканских наций 2002 и 2008 годов. Наивысшее достижение — 4-е место в 2008 году.
На Чемпионате мира 2010, в матче с Бразилией, спровоцировал Кака, которого вскоре удалили с поля.

## Достижения
- Чемпион Франции: 2007/08
- Чемпион Катара: 2003/04
- Обладатель Кубка Франции: 2008
- Обладатель Суперкубка Франции: 2007
- Обладатель Кубка Наследного принца Катара: 2003
- Обладатель Кубка эмира Катара: 2003